# Землянникова Людмила Андріївна
Людмила Андріївна Землянникова (12 серпня 1923, тепер Російська Федерація — 2016, місто Москва, тепер Російська Федерація) — радянська діячка профспілкового руху, 1-й секретар Москворецького районного комітету КПРС міста Москви, секретар ВЦРПС. Депутат Верховної ради Російської РФСР 8—10-го скликань. 

## Біографія
З 1941 року — на комсомольській, радянській та партійній роботі в Москві.
Член ВКП(б) з 1943 року.
У 1964—1967 роках — 1-й секретар Москворецького районного комітету КПРС міста Москви.
З 1967 року — в апараті ВЦРПС.
26 квітня 1971 — 4 липня 1986 року — секретар Всесоюзної центральної ради професійних спілок (ВЦРПС).
З липня 1986 року — персональний пенсіонер союзного значення в Савеловському районі (муніципалітеті) міста Москви.
Померла 2016 року в Москві.

## Нагороди і звання
- орден Жовтневої Революції (1983)
- два ордени Трудового Червоного Прапора
- орден Дружби народів (1980)
- орден «Знак Пошани» (1966)
- медалі